# Trigonotylus ruficornis

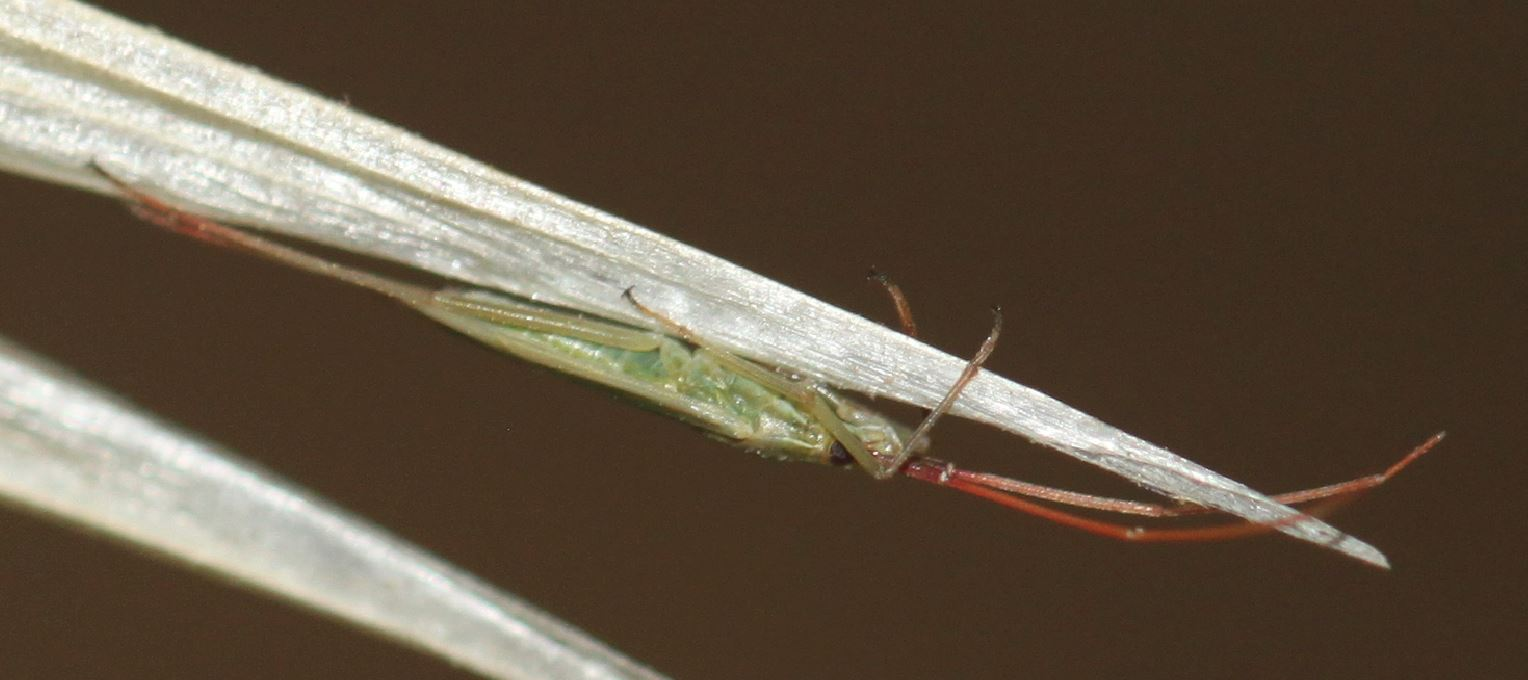
Trigonotylus ruficornis nachts auf der Unterseite eines Stängels

Trigonotylus ruficornis ist eine Wanzenart aus der Familie der Weichwanzen (Miridae).

## Merkmale
Die Wanzen werden 4,0 bis 6,5 Millimeter lang. Die Arten der Gattung Trigonotylus haben einen langgestreckten Körper mit einer längs verlaufenden Furche zwischen den Facettenaugen und einem glatten, unpunktierten Pronotum. Das erste Glied der Fühler trägt kurze, stachelige Härchen und ist nicht länger als der Kopf. Bei Trigonotylus ruficornis und auch Trigonotylus caelestialium ist das erste Fühlerglied großteils rot und trägt blasse Längsstreifen. Diese sind bei Trigonotylus ruficornis viel diffuser und weniger kontrastiert.

## Vorkommen und Lebensraum
Die Art ist in ganz Europa verbreitet, tritt aber vor allem im Mittelmeergebiet auf. Die Verbreitung erstreckt sich im Süden von Nordafrika östlich bis Kleinasien und zumindest bis in den Nahen Osten. Wo die Art weiter östlich in Asien verbreitet ist, ist noch unklar. Erst seit wenigen Jahrzehnten wird sie eindeutig von Trigontylus caelestialium unterschieden, sodass ältere Fundangaben nicht eindeutig zuzuordnen sind. In Deutschland tritt die Art vermutlich überall auf, ist aber bisher nur vereinzelt sicher nachgewiesen. Sie ist viel seltener als Trigontylus caelestialium. Besiedelt werden offene, trockene und warme Lebensräume, wie etwa Dünen, Kalk- und Sandmagerrasen, wo sie gelegentlich gemeinsam mit Trigontylus pulchellus auftritt. Selten findet man die Art auch in mesophilen Bereichen, wo sie dann gemeinsam mit Trigontylus caelestialium vorkommt. Die Art tritt auch in vom Salz beeinflussten Lebensräumen in Küstennähe auf.

## Lebensweise
Trigonotylus ruficornis lebt an Süßgräsern (Poaceae) und Binsengewächsen (Juncaceae). An sandigen, heißen und trockenen Orten findet man sie z. B. an Silbergras (Corynephorus canescens) oder Sand-Segge (Carex arenaria), an weniger trockenen Orten an Draht-Schmiele (Deschampsia flexuosa) oder Schwingel (Festuca). Imagines treten über mehrere Monate hinweg von Juni bis Oktober auf. Dabei könnte es sich um zwei Generationen handeln, dies ist aber noch weitgehend unklar.

## Belege